# Louis Guimbaud
Louis Guimbaud (* 13. August 1869 in Limoges; † 24. November 1957 in Nizza) war ein französischer Homme de lettres, Romanist und Spezialist für Victor Hugo.

## Leben und Werk
Louis François Paulin Guimbaud studierte Literatur (Abschluss als Licencié) und wurde in Rechtswissenschaft promoviert. Er lebte als Homme de lettres und forschte als Privatgelehrter über Leben und Werk von Victor Hugo.
Guimbaud war Ritter der Ehrenlegion (1929).
Sein Nachlass ging an die Stadtbibliothek von Nizza.

## Werke

### Hugo-Forschung
- Victor Hugo et Juliette Drouet, Paris 1914, 1927, 2012 (englisch: Juliette Drouet's Love-Letters to Victor Hugo, London 1915)
- Victor Hugo et Madame Biard, Paris 1927
- Les Orientales de Victor Hugo, Amiens 1928
- La mère de Victor Hugo 1772-1821,  Paris  1930 (Sophie Trébuchet 1772–1821)
- (Hrsg.) Mémoires du général Hugo, Paris 1934 (spanisch: Memorias del General Hugo, Sevilla 2007)
- (Hrsg.) La belle-famille de Victor Hugo. Souvenirs de Pierre Foucher, 1772-1845, Paris 1929
- En cabriolet vers l'académie. Petite histoire des campagnes académiques de Victor Hugo d'après les lettres de Juliette Drouet, Paris 1947

### Weitere Werke
- L'employé et l'État en France. Sa condition économique et sociale, Caen 1898
- Un grand bourgeois au XVIIIe siècle. Auget de Montyon (1733-1820),  Paris 1909
- Saint-Non et Fragonard, Paris 1928 (Jean-Claude Richard de Saint-Non 1727–1791)
- La Tapisserie de haute et basse lisse, Paris 1928, 1944, 1946, 1964, 1967, 1973
- Eglises villageoises de Paris, Paris 1934
- Fragonard, Paris 1947 (Jean-Honoré Fragonard)